# 葡萄牙國家足球隊
葡萄牙國家足球隊（葡萄牙語：Seleção Portuguesa de Futebol）是欧洲国家葡萄牙最高級別的国家足球代表队，成立于1914年，由葡萄牙足總管理，國家隊的主場是位於葡萄牙奧埃拉什的國家體育場，但也有許多比賽會在里斯本的盧斯球場進行，現任教練為羅伯托·馬丁尼茲。
葡萄牙歷史上曾八次進入世界盃決賽週，首次亮相是在由英格蘭主辦的1966年世界盃，當屆即取得季軍，其中有「黑豹」之稱的莫桑比克裔球員尤西比奧射入九球，成為當屆神射手。隨後葡萄牙要等到二十年後，在1986年才再次晉身決賽週，卻告首圈出局，其後在2002年世界杯也遭到同一結果，直到2006年世界杯表現才回勇，取得殿軍。
葡萄牙在歐洲國家盃則是有不錯的發展，過去9次晉身歐國盃決賽週，全部皆能順利從首輪小組賽出線，100%的晉級紀錄連歐洲五大足球國德國、西班牙、英格蘭、意大利和法國都無法達到。其中2012年更是從被稱爲當屆終極「死亡之組」的B組（對手包括德國、荷蘭和丹麥）中突圍而出。除此之外，葡萄牙過去九次晉身歐國盃決賽週中有五次最少能進入四強階段，其中於2016年获得冠军，同時也是隊史首座國際級大賽冠軍，因此也首次取得2017年在俄羅斯舉辦的洲際國家盃參賽資格。葡萄牙還是首屆歐洲足協國家聯賽冠軍，迄今兩次在該賽事奪魁。
自1997年開始，Nike一直是葡萄牙國家足球隊的球衣贊助商，合約維持到2024年才結束。2025年1月起，Puma成為新的球衣贊助商。

## 歷史

### 1990年以前的葡萄牙

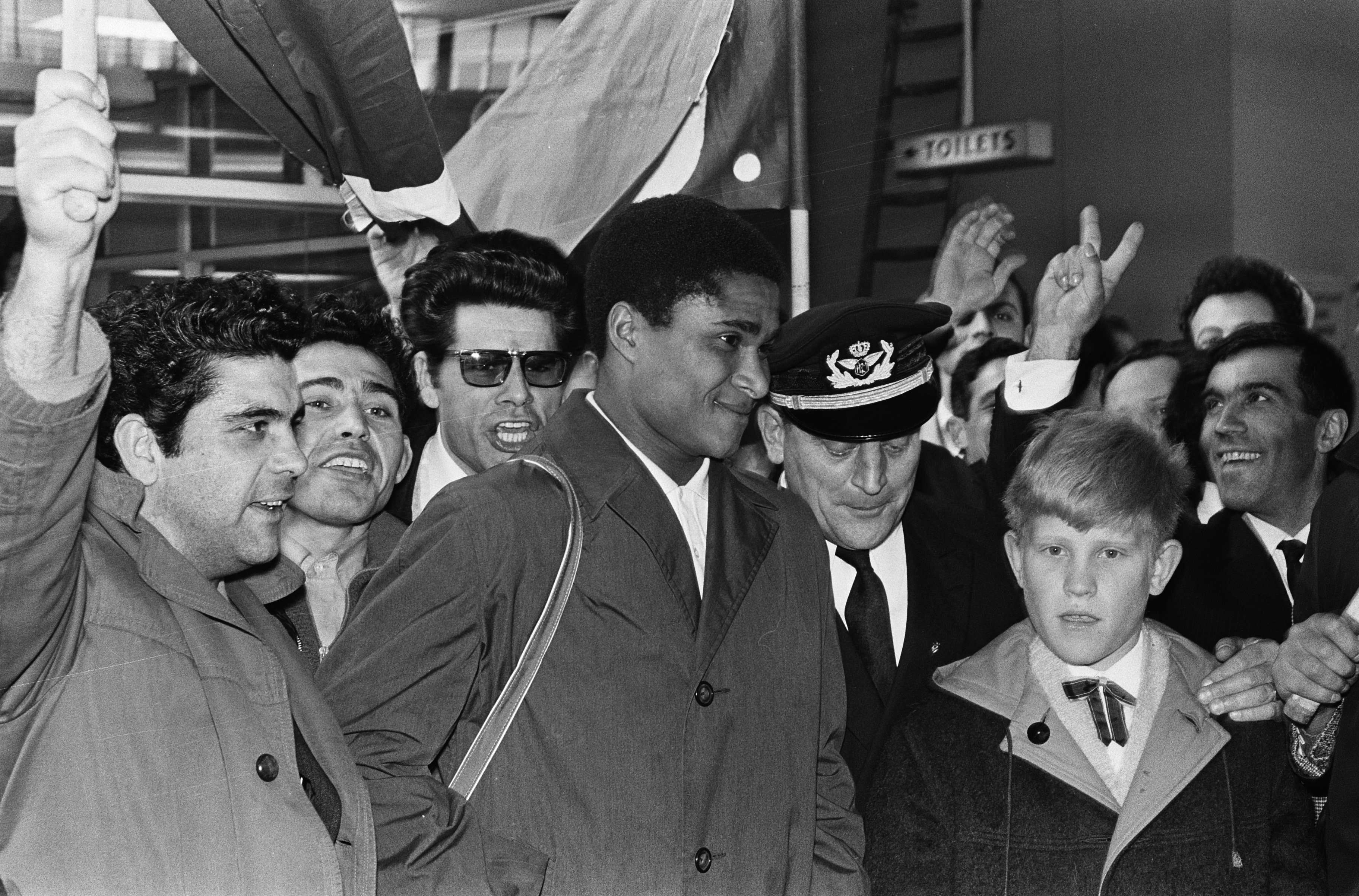
「黑豹」尤西比奧（前排中）在世界球壇享負盛名

上世紀六十年代，葡萄牙在綽號「黑豹」的非洲裔球員尤西比奧帶領下，在1966年世界杯足球賽先後擊敗衛冕的巴西及反勝當屆的神奇球隊北韓，最後取得季軍，成為至今葡萄牙在世界杯中取得的最佳成績。但在上世紀七、八十年代，葡萄牙在國際賽成績一般，只在1984年歐洲國家杯晉級四強而已。

### 1990年：開啟黃金世代
1989年和1991年，葡萄牙連續兩屆在U20世界盃足球賽獲得冠軍殊榮，這批以路易斯·菲戈、鲁伊·科斯塔、保罗·索萨、维托尔·巴亚等人為首的潛力新星，國內開始將他們稱為葡萄牙的「黃金世代」。但是這批年輕球員剛進入成年隊，並沒有立即為國家隊帶來好成績，1994年世界盃足球賽外圍賽，葡萄牙以積分1分之差落後於瑞士僅得小組第三名，被排除在晉級之列，直到1996年的歐洲盃，葡萄牙在外圍賽以7勝2敗1和分組第一的成績，重返歐洲盃的決賽週，1996年欧洲足球锦标赛葡萄牙被分到D組與克羅地亞、土耳其及丹麥爭奪兩名晉級資格，葡萄牙在首場賽和丹麥之後，接連擊敗土耳其及克羅地亞以小組首名晉級八強淘汰賽階段，最後八強賽雖然以0-1敗給捷克遭到淘汰，但也從此開啟葡萄牙在歐洲杯的成功之路。
1998年世界盃足球賽外圍賽葡萄牙雖主客兩場皆賽和榜首德國，但因接連在同組較弱對手的比賽中失分，以1分之差落後於烏克蘭屈居小組第三，再一次止步於外圍賽。但在2000年歐洲國家盃，葡萄牙又再次晉級決賽週，並在分組賽的首場比賽對上英格蘭就上演驚天大逆轉，開賽沒多久葡萄牙就被英格蘭連進兩球以0-2落後，但以路易斯·菲戈第22分的進球開始，若奧·平托及紐奴·高美斯也相繼進球，最終就以3-2逆轉英格蘭，震撼歐洲盃賽場。而後葡萄牙又在小組賽最後一場以3-0擊敗德國，以小組第一晉級，八強對上土耳其以2-0順利晉級，最後打入四強對上1998年世界盃冠軍法國，雖然開賽不久葡萄牙就進球領先，但法國於下半場扳平比數，並於延長賽階段罰進一顆因手球而被判罰的十二碼點球，遭到當年的冠軍法國逆轉成功，賽後葡萄牙的平托、高美斯和沙維爾因為這顆十二碼點球的判罰，在對裁判抗議時過於激烈，因此遭判紅牌下場後，還被追加六到九個月不等的停賽。

### 2000年中期：黃金世代的最後餘暉
2002年世界杯外圍賽，葡萄牙與上屆世界杯第四名荷蘭及愛爾蘭同組，被認為是當屆歐洲區外圍賽的「死亡之組」，葡萄牙卻以驚人的7勝3和不敗成績以小組首名晉級決賽週，同時亦令荷蘭在外圍賽出局。在決賽週葡萄牙首場分組賽以2-3敗給美國，第二場分組賽雖以4-0大勝波蘭，但拿到1勝1敗的成績，最後一戰面對的是主辦國之一的南韓，葡萄牙仍有非贏不可的壓力，但面對全場充滿爭議性的不利判罰，最終以0-1敗給南韓，以小組第三名出局。賽後兩個月，葡萄牙宣布剛帶領巴西奪得2002年世界盃冠軍的主教練斯科拉里，將接任葡萄牙的主教練。

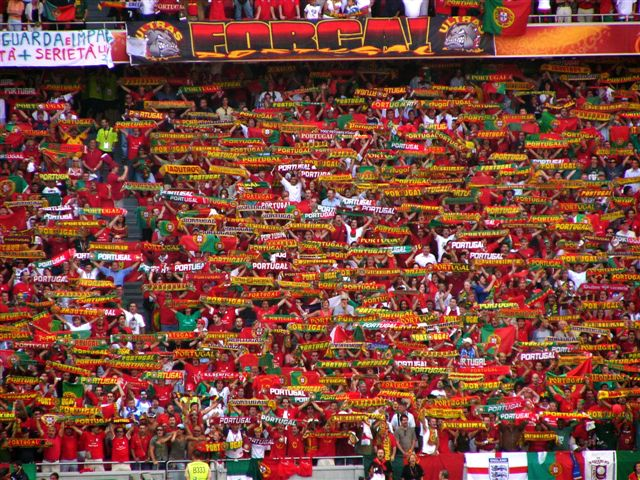
2004年歐洲盃場上，為國家隊加油的球迷

由於黃金一代成員漸入黃昏時期，2004年歐洲國家盃成為黃金一代最後奪冠機會。這屆歐錦賽葡萄牙首次成為主辦國，並且直接擁有決賽週名額，小組賽階段以A組出發，首戰就爆冷以1-2不敵希臘，但此後的分組賽力克俄羅斯及西班牙，取得小組首名出線八強。八強淘汰賽以互射十二碼淘汰英格蘭，又於四強擊敗荷蘭，使葡萄牙首次晉級歐洲賽決賽，但誰也沒想到，決賽的對手居然又是首場小組賽的對手希臘，葡萄牙的陣中雖然還有一批殘存的黃金世代，在加上隊內的潛力新星基斯坦奴·朗拿度，卻仍不敵此屆最大的黑馬希臘，以0-1再次敗給希臘屈居於亞軍，賽後基斯坦奴·朗拿度更是淚灑球場，讓所有人留下深刻印象。歐洲國家盃賽後不久，黃金世代的球員們相繼宣布退役，只有路易斯·菲戈選擇留下。

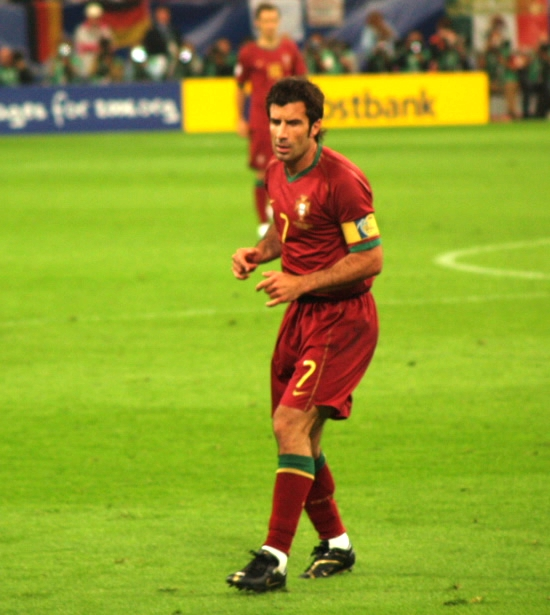
在2006年世界盃場上踢球的路易斯·菲戈

2006年世界杯外圍賽，葡萄牙再次以9勝3和不敗的成績以小組首名進軍決賽週，當中更在主場以7-1大勝俄羅斯。決賽周小組賽葡萄牙被分到D組，以三戰皆贏分組第一的成績晉級淘汰賽，並在十六強對上荷蘭，兩隊在比賽中充滿火藥味，整場比賽裁判總計掏出16張黃牌，其中四位更以兩張黃牌轉為紅牌被罰出場，最後兩隊就以九人對九人踢到比賽終了，葡萄牙以1-0淘汰整場狂轟猛炸的荷蘭，這是繼2002年世界杯外圍賽及2004年歐洲國家盃準決賽後，葡萄牙在五年內第三次在國際賽上淘汰荷蘭。八強與英格蘭戰至點球大戰順利晉級，四強階段遇上法國，葡萄牙再次於國際賽中，被法國以十二碼的方式淘汰，最後季軍戰以1-3不敵德國取得殿軍，也是歷來第二最佳成績。世界盃賽後，葡萄牙黃金世代領袖級人物路易斯·菲戈及保萊塔宣布於國家隊退役，也宣告葡萄牙的黃金世代正式結束。

### 2000年后期：开啟一人時代
黃金世代全數退役后，葡萄牙开啟天之驕子C朗拿度一人带领的时期。2008年歐洲國家盃，葡萄牙在外圍賽階段以A組第二晉級決賽週，小組賽透過抽籤被分到A組進行比賽，最後以2勝1負小組第一的成績晉級淘汰賽，但八強首戰就遇到強敵克星德國，雖然德國在上半場26分鐘已領先2-0，但葡萄牙仍不斷以進球緊追在後，第87分波斯蒂加的進球把比分拉到一球之差，但最後比數2-3在八強賽被德國淘汰。賽後主教練斯科拉里表示將辭下葡萄牙國家隊的主教練一職，結束其長達五年的執教，而後葡萄牙足協則宣布，新任主教練將由卡洛斯·凱羅斯接任。

### 2010年世界盃

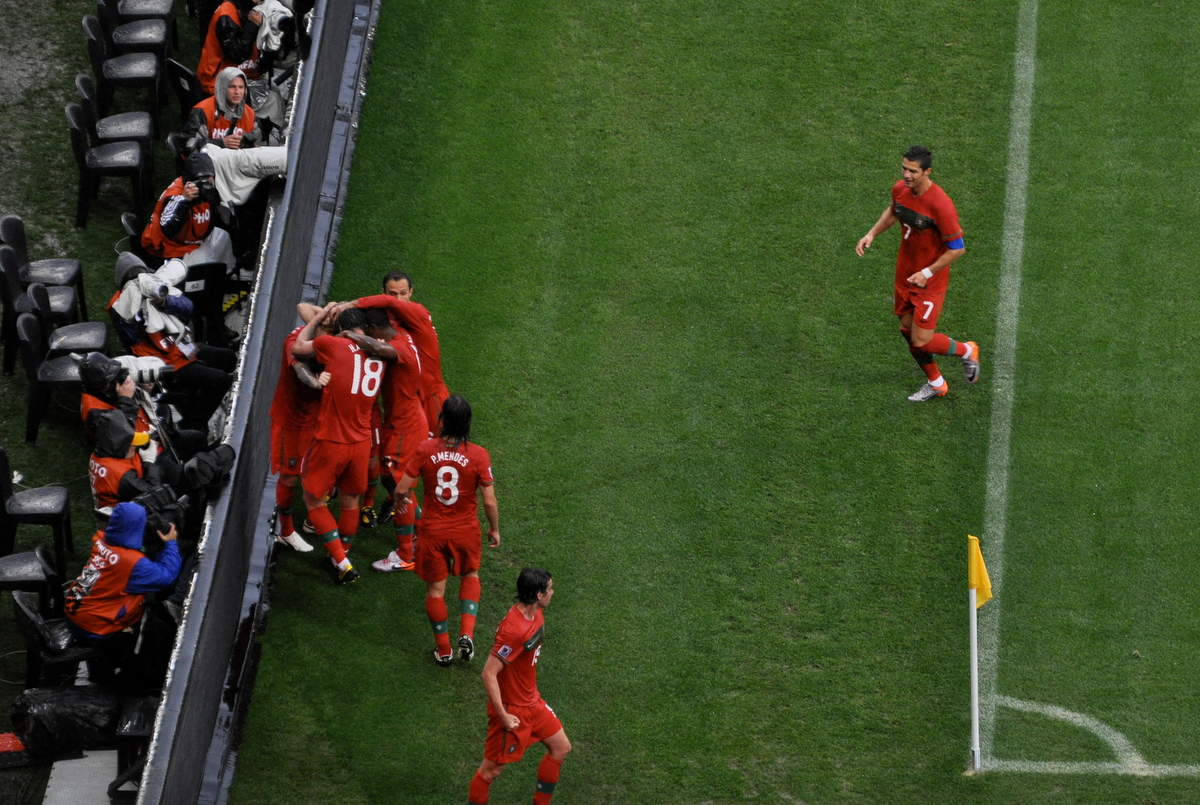
對北韓的第一顆進球後，於場邊慶祝進球的葡萄牙

2010年世界杯葡萄牙從歐洲區外圍賽第一組出發，球隊由2008年上任的主教練卡洛斯·凱羅斯帶領，同組的競爭對手還有丹麥、瑞典、匈牙利、阿爾巴尼亞及馬爾他，葡萄牙在外圍賽中段一度跌至小組第四名，最後在尾段發力最終以小組第二名進入附加賽階段，隨後再以二連勝波士尼亞與赫塞哥維納之姿，晉級世界盃決賽週。
此屆世界盃由南非舉辦，葡萄牙被分到被稱為「死亡之組」的G組，與巴西、北韓、象牙海岸同組競技，爭奪前兩名晉級資格，而基斯坦奴·朗拿度在賽前，接下原本由西芒所擔任的隊長一職，雖然首場比賽，葡萄牙只能與象牙海岸以0-0平局，但到了第二場對上北韓就以7-0大勝對手，而第三場比賽與強敵巴西亦以0-0平局收場，最終葡萄牙僅以小組第二的成績晉級淘汰賽，此時的葡萄牙已經保持19連不敗的佳績，且19場中只失三球。在十六強階段，葡萄牙與鄰國西班牙爭奪晉級資格，兩隊大戰至第63分，才由西班牙球星大卫·比利亚射進一球打破僵局，終場前7分鐘，葡萄牙的里卡多·科斯塔更被紅牌罰下，使葡萄牙更難將比數扳平，使後來奪得本屆冠軍的西班牙，最後則以1-0將葡萄牙淘汰出局。
世界盃之旅結束後，西芒、保羅·費雷拉、米格爾·蒙泰羅及蒂亚戈·门德斯相繼宣布自國家隊退役，主教練卡洛斯·凱羅斯除了傳出與球員不合的傳聞，也開始受到各界質疑的聲浪。

### 2012年歐洲國家盃

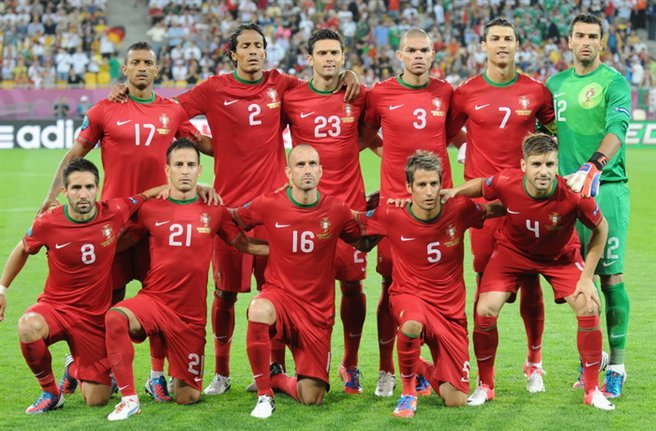
2012年歐洲國家盃的葡萄牙國家隊

葡萄牙在2012年歐洲國家盃外圍賽階段，透過公開抽籤被分到H組，第一場比賽對上賽普勒斯只能對手戰至平手，到了第二場比賽更以0-1遭挪威擊敗，在兩戰皆無勝的情況下，主教練卡洛斯·凱羅斯遭到解職並由保羅·本托接任主教練的職位，新任教練首場比賽對上丹麥，即以3-1的成績大勝丹麥，最終以5勝1和2負的成績排名小組第二晉級附加賽，附加賽階段對上2010年世界杯外圍賽附加賽的對手波士尼亞與赫塞哥維納，再以總比數6-2取勝，晉級決賽週。
進入決賽週小組賽階段，葡萄牙被分到B组對上德國、丹麥及荷蘭，雖然首場比賽以0-1敗給德國，隨後即以二連勝擊敗荷蘭及丹麥以小組第二晉級。十六強淘汰賽階段憑著基斯坦奴·朗拿度攻進一球以1-0擊敗對手捷克殺入四強，但在四強賽階段與西班牙戰至加時結束仍以0-0戰平，進行互射12碼後以2-4遭到西班牙淘汰止步四強，而西班牙最終也在決賽獲得冠軍。

### 2014年世界盃：国家的恥辱性慘敗
2014年世界盃外圍賽階段葡萄牙與俄羅斯、以色列及阿塞拜疆等球隊同組，最後以1分落後於俄羅斯以小組次名取得附加賽資格。經過抽籤後，葡萄牙在附加賽的對手是同樣擁有知名球星伊布的瑞典。首輪附加賽憑著克里斯蒂亞諾·羅納爾多在第82分鐘攻進一球，艱難的戰勝瑞典，首戰敗陣的瑞典回到自家主場，雖然葡萄牙靠著C羅在50分的攻門首先進球，但瑞典也不甘示弱，憑著伊布在第68分及72分攻進的兩球梅開二度，反超只進一球的葡萄牙，但是瑞典也只領先了5分鐘，就被今晚全能發揮的C羅以77分的進球追平，而後又在第79分補進一球，以驚人的帽子戲法，贏過瑞典球星伊布的梅開二度，帶領葡萄牙擊敗瑞典，結束這場兩個世界巨星的史詩級對戰，晉級世界盃決賽週。
決賽週階段，葡萄牙被編與德國、迦納及美國同組，這組合被喻為『死亡之組』。葡萄牙開賽前已有法比奧·科恩特朗及烏戈·阿爾梅達兩位大將受傷無法上場，首場C羅更是帶傷上陣，首場比賽葡萄牙面臨了世界盃中最糟糕的結局，隊內防守大將佩佩因一次爭議性的判罰被裁判以紅牌驅逐出場後，葡萄牙後防線門戶大開，最終以0-4大敗予德國，葡萄牙國門鲁伊·帕特里西奥也在此戰後受傷，出線亮起紅燈。第二場與美國進行比賽，僅在補時階段攻入一球，以2-2迫和對手，出線機會銳減，最後一戰雖以2-1擊敗迦納，追至與美國同分，但因首戰失球太多以至得失球差不及美國，分組賽屈居第三名黯然出局。本屆世界盃葡萄牙隊可謂「傷兵滿營」，三場比賽6個換人名額是因為比賽中球員受傷的被迫換人。

### 2016年歐洲國家盃：終於獲得首座冠軍
2016年歐洲國家盃，葡萄牙於外圍賽階段以抽籤的方式被分到I組進行比賽，與另外四隊阿爾巴尼亞、丹麥、塞爾維亞及亞美尼亞爭取兩名直接晉級的資格，葡萄牙在主教練保羅·本托因啟用大量青年，以及克里斯蒂亞諾·羅納爾多休息養傷的情況下，首場比賽對上阿爾巴尼亞就以0-1輸球，主教練保羅·本托早在2014年世界盃足球賽後就遭到國內大量的質疑聲浪，故在敗給阿爾巴尼亞後不到四天時間，葡萄牙足協宣布將保羅·本托解雇，兩週後葡萄牙足協公布，新上任的主教練為在2014年世界盃帶領希臘首度打入十六強的主教練費爾南多·桑托斯，新教練的首場比賽對上丹麥，葡萄牙在傷停補時前仍等不到進球，但到了補時第5分鐘，葡萄牙隊長C羅絕殺進球，最終就以1-0擊敗丹麥，同時這場勝利也開啟葡萄牙在歐洲杯外圍賽的連勝之旅，最終以7勝1負的成績，以小組首名晉級決賽週。
決賽週階段，葡萄牙被分配到F組，與冰島、奧地利及匈牙利同組競賽，雖然葡萄牙因為外圍賽七連勝的佳績，普遍被大家認為會以小組第一之姿晉級，但首場面對首次進軍歐洲國家盃的冰島，就以下半場的進球遭到追平，最終在冰島的嚴密防守下就以1-1結束，到了第二場對戰奧地利，葡萄牙仍然難以突破僵局，葡萄牙雖然火力全開，猛攻奧地利球門，隊長C羅也有許多次射門機會，但面對奧地利國門屢屢驚險地撲出射門，讓C羅毫無收穫，最終就以0-0與奧地利戰平。

面對兩戰毫無勝利只以和局取得兩分積分的淘汰邊緣，葡萄牙有面對匈牙利非贏下或和局不可的壓力，因為2016年歐洲盃更改賽制，即使小組第三名仍有晉級的機會，也讓葡萄牙還有晉級的一線生机。第三戰對上暫居小組首名的匈牙利，兩隊輪流轟炸對方球門，第19分匈牙利首先進球，葡萄牙面臨淘汰邊緣，此時葡萄牙隊長C羅一腳穿越的助攻將球傳給兰尼，後者隨即起腳射門入網，上半場即以1-1戰平，下半場開始，兩隊一開始便有許多更猛烈的攻勢，第47分匈牙利再次以自由球進球領先，但C羅馬上在3分鐘後以一顆腳後跟射門破網，打入本屆歐洲盃的首顆進球，此時匈牙利也毫不放棄的增加攻勢，後又於第55分再次破網，再次領先葡萄牙，但比賽仍未結束，葡萄牙全隊賭上一切力求再次追平，第62分C羅靠著一記傳入禁區的長傳頭槌入網，再次扳平，最終兩隊就以3-3平局，而同組另一場比賽因為冰島以2-1戰贏奧地利，因此葡萄牙最後是以小組第三名晉級淘汰賽階段。但幸運的是，葡萄牙晉級淘汰賽後被走進上線，避過西班牙、意大利、德國、英格蘭、法國等走進下線的傳統強隊。

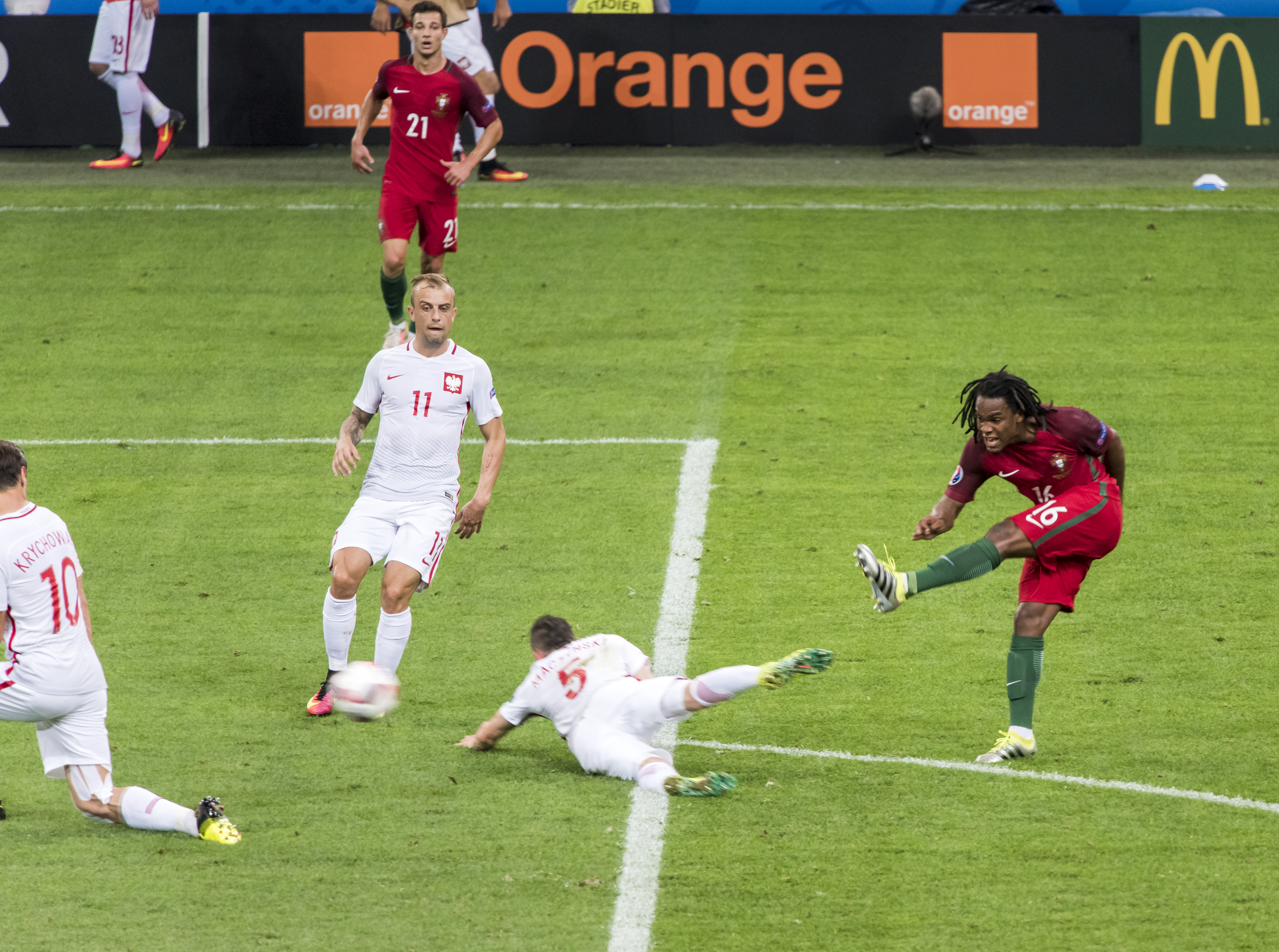
葡萄牙的桑切斯在對波蘭的比賽中射門入網扳平比數

晉級後十六強對陣克羅埃西亞，兩邊皆以無射陣的狀態結束正規賽，延長賽階段雙方仍僵持許久，比賽進行到第117分葡萄牙把握一次防守反擊的機會從己方半場狂奔至對方禁區前，兰尼禁區左側斜傳右側，C羅於右側小禁區起腳射門遭到撲出，但夸雷斯马以一個絕佳的跑位衝至門前，近距離頭球頂入空門，以1-0絕殺克羅埃西亞。
半準決賽階段對上擁有的波蘭，波蘭上半場第2分鐘即被萊萬多夫斯基進球，這球也是歐洲盃史上第2快進球，但葡萄牙後來居上，第33分鐘由隊內最年輕的未來新星桑切斯與纳尼在禁區右側的配合，使前者起腳入網扳平比數，桑切斯亦成為成為歐國盃史上淘汰賽階段的最年輕入球者以及所有階段的第三年輕入球者。雙方就以1-1的比分戰至延長賽結束進入點球大戰，最後波蘭因為雅库布·布瓦什奇科夫斯基罰丟第四點，葡萄牙就以5-3晉級四強準決賽，葡萄牙雖仍未在正規比賽時間的90分鐘取得一勝，卻仍然一路晉級四強。
四強賽的葡萄牙將對戰與隊長C羅在聯賽俱樂部皇家馬德里同隊，擁有格瑞斯·貝爾的威爾斯，因為兩方知名球員的身價驚人，皆達到億元等級，因此這場對戰也被許多球迷稱為同隊的「兩億之戰」、「億元男的對決」，而雙方皆有主力球員因傷勢或禁賽無法上場，因此兩隊上半場毫無所獲，直到下半場第50分，葡萄牙隊長C羅接獲一記戰術角球，頭頂破網取得領先，爾後不到三分鐘的時間，納尼憑著一記C羅似傳似射的起腳，在禁區內鏟射，使球改變行進方向，破門入網，雖然威爾斯在比賽終了前不斷猛攻想追平比數，但葡萄牙守住戰局，最終以2-0晉級決賽。

2016年歐洲國家盃決賽的先發名單

進到決賽階段，對上兩屆冠軍及此次的主辨國法國，此次比賽前法國隊與葡萄牙在1975年至今，總共對戰10次，法國隊保持全勝，且葡萄牙從小組賽到四強前，在正規時間90分鐘內都無法贏下比賽，再加上法國隊往年在主場的奪冠機率極高，因此賽前普遍不被大家看好能夠奪冠。此次決賽在2016年7月10日於法蘭西體育場舉行，開賽進行沒多久，葡萄牙主力克里斯蒂亚诺·罗纳尔多因為法國隊的一次搶斷受傷下場，但葡萄牙憑著佩佩多次漂亮的防守與國門鲁伊·帕特里西奥多次驚險的撲救，仍然跟法國在正規時間打成0-0進入延長賽，最後在延長賽下半場第109分，葡萄牙替補前鋒埃德爾在禁區外勁射，踢進一球奠定勝局，最後以1-0擊敗法國，並首次奪得歐洲國家盃冠軍，也是隊史的第一座國際賽錦標。
個人獎項部分，後防大將佩佩當選決賽全場最佳球員，而葡萄牙隊長克里斯蒂亞諾·羅納爾多雖然只以三進球三助攻取得本次賽會銀靴獎，但卻憑此攻進的三球，合計在歐洲盃總共攻進九球的數字，成為歐洲盃史上進球數最多的球員之一，同樣擁有此紀錄的是法國退役球星普拉蒂尼，歐洲足總官方最佳11人陣容部分，葡萄牙有四名球員入選，分別是克里斯蒂亞諾·羅納爾多、佩佩、拉斐爾·古埃雷羅及鲁伊·帕特里西奥。凱旋返國後，一眾國家隊成員獲總統授勳。

### 2017年：首次參加洲際國家盃
因為葡萄牙在2016年贏得歐洲國家盃的冠軍，因此取得2017年於俄羅斯舉辦的2017年洲際國家盃參賽資格，也是隊史首次參與洲際國家盃的比賽，將與俄羅斯、德國、澳洲、智利、墨西哥、紐西蘭及喀麥隆爭取冠軍，葡萄牙最後拿下了季軍。

### 2018年世界盃

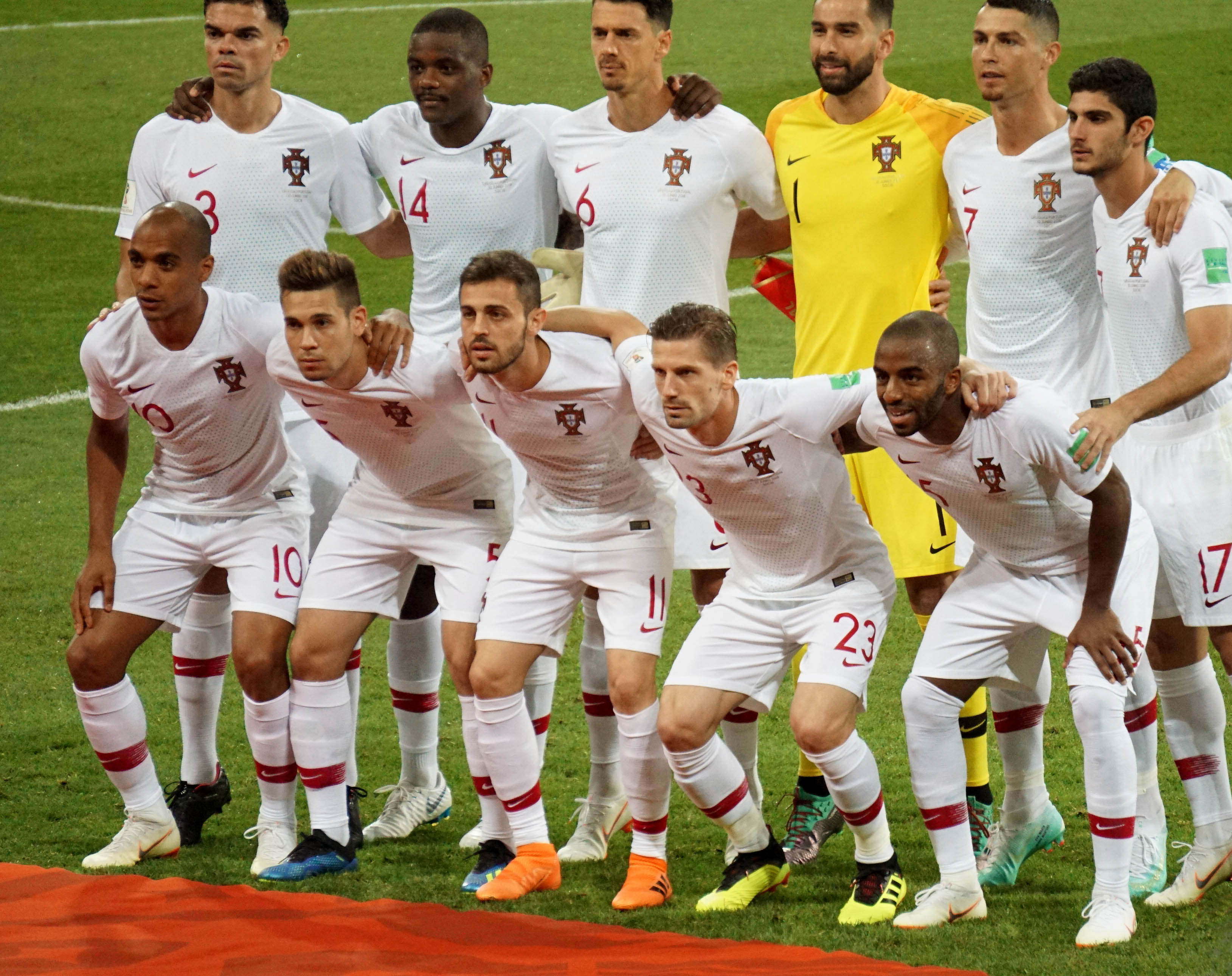
2018年世界盃的葡萄牙國家隊

此次世界杯由俄羅斯舉辦。葡萄牙在外圍賽取得九勝一負的成功，以較佳得失球差壓倒同分的瑞士，取得小組首名成功晉身決賽週。於決賽周分組賽中，葡萄牙被分到B組，與西班牙，摩洛哥及伊朗同組，最初被認為可以較易取得出線資格。葡萄牙首仗在兩度領先下最後以3-3迫和西班牙，葡萄牙前鋒基斯坦奴·朗拿度更包辦葡萄牙三個入球，成為世界杯史上一場賽事連中三元的年紀最大球員。第二仗葡萄牙在全場受壓的情況下，憑基斯坦奴·朗拿度的早段入球以1-0險勝摩洛哥，最後一仗更被伊朗以1-1迫和，以一分壓倒伊朗，次名晉級 16強。十六強葡萄牙的對手是分組賽三連勝而且不失一球的烏拉圭，最後葡萄牙以1-2不敵烏拉圭，無緣八強。

### 2020年歐洲國家盃：無緣衛冕冠軍
葡萄牙在這屆賽事的外圍賽落後於烏克蘭，只能以外圍賽小組次名晉級決賽周。因2019冠狀病毒病疫情，本屆決賽周延遲一年至2021年才舉行，葡萄牙被編入「死亡之組」，與法國及德國兩強同組。葡萄牙首場分組賽憑比賽最後十分鐘連入三球，以3-0大勝同組被視為最弱的匈牙利，但第二場比賽以2-4不敵德國，最後一場分組賽憑兩個由十二碼罰球造成的入球，以2-2迫和法國，以最佳第三名晉級淘汰賽。十六強面對分組賽全勝的比利時，結果以0-1不敵對手，無緣衛冕冠軍。

### 2022年世界盃：为期四天的“黄金一代”
葡萄牙在這屆世界杯外圍賽本來一直據榜首位置，但最後一場外圍賽主場以1-2不敵塞爾維亞，被對方奪去首名直接出線資格，須轉戰外圍賽附加賽，更被抽籤安排與四屆世界杯冠軍意大利在同一附加賽路徑上，幸而意大利在附加賽準決賽爆冷被北馬其頓淘汰。葡萄牙則在附加賽準決賽以3-1淘汰土耳其，決賽再以2-0擊敗北馬其頓，成功在附加賽晉級決賽周。到決賽週分組賽，分入H組的葡萄牙首兩場分組賽分別以3-2戰勝加納和2-0戰勝烏拉圭，令葡萄牙提早一場比賽確定出線資格。第三場分組賽，收起部份主力的葡萄牙對陣韓國時被韓國的黃喜燦在下半場補時階段絕殺以1-2落敗。儘管如此，葡萄牙還是以小組首名晉級淘汰賽。進入淘汰賽後的葡萄牙在16強賽以6-1橫掃瑞士，特别是在C罗替补的情况下球队大胜晋级八强，让很多支持葡萄牙的球迷感到欣喜，直呼“C罗终于迎来了葡萄牙最好的一代”、“葡萄牙，在我這裡首先已經貸款四強了!”。然而，葡萄牙队未能將優勢延續到接下來的8強賽，被對手摩洛哥以1-0擊敗，飲恨出局。为期四天的葡萄牙黄金新一代至此落幕。

## 賽事成績

### 所獲榮譽
- 世界盃足球賽

- 季軍 (1次)：1966年
- 殿軍 (1次)：2006年

- 歐洲國家盃

- 冠軍 (1次)：2016
- 亞軍 (1次)：2004
- 準決賽 (3次)：1984, 2000, 2012

- 歐洲足協國家聯賽

- 冠軍 (2次)：2019, 2025

- 聯合會杯

- 季軍 (1次)：2017

### 世界盃成績
| 年份   | 最終成績 | 總排名 | 場數 | 勝 | 和* | 負 | 入球 | 失球 |
| ------ | -------- | ------ | ---- | -- | --- | -- | ---- | ---- |
| 1930年 | 沒有參加 | -      | -    | -  | -   | -  | -    | -    |
| 1934年 | 未能晉級 | -      | -    | -  | -   | -  | -    | -    |
| 1938年 | 未能晉級 | -      | -    | -  | -   | -  | -    | -    |
| 1950年 | 未能晉級 | -      | -    | -  | -   | -  | -    | -    |
| 1954年 | 未能晉級 | -      | -    | -  | -   | -  | -    | -    |
| 1958年 | 未能晉級 | -      | -    | -  | -   | -  | -    | -    |
| 1962年 | 未能晉級 | -      | -    | -  | -   | -  | -    | -    |
| 1966年 | 季軍     | 3      | 6    | 5  | 0   | 1  | 17   | 8    |
| 1970年 | 未能晉級 | -      | -    | -  | -   | -  | -    | -    |
| 1974年 | 未能晉級 | -      | -    | -  | -   | -  | -    | -    |
| 1978年 | 未能晉級 | -      | -    | -  | -   | -  | -    | -    |
| 1982年 | 未能晉級 | -      | -    | -  | -   | -  | -    | -    |
| 1986年 | 小組賽   | 17     | 3    | 1  | 0   | 2  | 2    | 4    |
| 1990年 | 未能晉級 | -      | -    | -  | -   | -  | -    | -    |
| 1994年 | 未能晉級 | -      | -    | -  | -   | -  | -    | -    |
| 1998年 | 未能晉級 | -      | -    | -  | -   | -  | -    | -    |
| 2002年 | 小組賽   | 21     | 3    | 1  | 0   | 2  | 6    | 4    |
| 2006年 | 殿軍     | 4      | 7    | 4  | 1   | 2  | 7    | 5    |
| 2010年 | 十六強   | 11     | 4    | 1  | 2   | 1  | 7    | 1    |
| 2014年 | 小組賽   | 18     | 3    | 1  | 1   | 1  | 4    | 7    |
| 2018年 | 十六強   | 13     | 4    | 1  | 2   | 1  | 6    | 6    |
| 2022年 | 八強     | 8      | 5    | 3  | 0   | 2  | 12   | 6    |
| 2026年 | 待定     | -      | -    | -  | -   | -  | -    | -    |
| 2030年 | 待定     | -      | -    | -  | -   | -  | -    | -    |
| 總結   | 一次季軍 | 8/22   | 35   | 17 | 6   | 12 | 61   | 41   |

*包括淘汰賽階段要以加時或點球決勝之和局(90分鐘)

### 歐洲國家盃成績
| 年份   | 最終成績 | 場數 | 勝 | 和* | 負 | 入球 | 失球 |
| ------ | -------- | ---- | -- | --- | -- | ---- | ---- |
| 1960年 | 未能晉級 | -    | -  | -   | -  | -    | -    |
| 1964年 | 未能晉級 | -    | -  | -   | -  | -    | -    |
| 1968年 | 未能晉級 | -    | -  | -   | -  | -    | -    |
| 1972年 | 未能晉級 | -    | -  | -   | -  | -    | -    |
| 1976年 | 未能晉級 | -    | -  | -   | -  | -    | -    |
| 1980年 | 未能晉級 | -    | -  | -   | -  | -    | -    |
| 1984年 | 準決賽   | 4    | 1  | 2   | 1  | 4    | 4    |
| 1988年 | 未能晉級 | -    | -  | -   | -  | -    | -    |
| 1992年 | 未能晉級 | -    | -  | -   | -  | -    | -    |
| 1996年 | 八強     | 4    | 2  | 1   | 1  | 5    | 2    |
| 2000年 | 準決賽   | 5    | 4  | 0   | 1  | 10   | 4    |
| 2004年 | 亞軍     | 6    | 3  | 1   | 2  | 8    | 6    |
| 2008年 | 八強     | 4    | 2  | 0   | 2  | 7    | 6    |
| 2012年 | 準決賽   | 5    | 3  | 1   | 1  | 6    | 4    |
| 2016年 | 冠軍     | 7    | 3  | 4   | 0  | 9    | 5    |
| 2020年 | 十六強   | 4    | 1  | 1   | 2  | 7    | 7    |
| 2024年 | 八強     | 5    | 2  | 2   | 1  | 5    | 3    |
| 總結   | 9/17     | 44   | 21 | 12  | 11 | 61   | 41   |

  冠軍    亞軍    準決賽  
*包括淘汰賽階段要以加時或點球決勝之和局(90分鐘)

### 歐足聯國家聯賽成績
| 年份    | 最終成績       | 場數 | 勝 | 和* | 負 | 進球 | 失球 | 備註          |
| ------- | -------------- | ---- | -- | --- | -- | ---- | ---- | ------------- |
| 2018–19 | 冠軍           | 6    | 4  | 2   | 0  | 9    | 4    | 聯賽A 冠軍    |
| 2020–21 | 未能晉級決賽圈 | 6    | 4  | 1   | 1  | 12   | 4    | 聯賽A 小組第2 |
| 2022–23 | 未能晉級決賽圈 | 6    | 3  | 1   | 2  | 11   | 3    | 聯賽A 小組第2 |
| 2024–25 | 冠軍           | 10   | 6  | 3   | 1  | 22   | 9    | 聯賽A 冠軍    |
| 總結    | 2/4            | 28   | 17 | 7   | 4  | 54   | 20   | —             |

* 包括淘汰賽階段以延長賽或十二碼決勝之和局（90分鐘）

### 洲際國家盃成績
| 1992年 | 未能晉級 | 未能晉級 | 未能晉級 | 未能晉級 | 未能晉級 | 未能晉級 | 未能晉級 | 未能晉級 | 未能晉級 |
| 1995年 | 未能晉級 | 未能晉級 | 未能晉級 | 未能晉級 | 未能晉級 | 未能晉級 | 未能晉級 | 未能晉級 | 未能晉級 |
| 1997年 | 未能晉級 | 未能晉級 | 未能晉級 | 未能晉級 | 未能晉級 | 未能晉級 | 未能晉級 | 未能晉級 | 未能晉級 |
| 1999年 | 未能晉級 | 未能晉級 | 未能晉級 | 未能晉級 | 未能晉級 | 未能晉級 | 未能晉級 | 未能晉級 | 未能晉級 |
| 2001年 | 未能晉級 | 未能晉級 | 未能晉級 | 未能晉級 | 未能晉級 | 未能晉級 | 未能晉級 | 未能晉級 | 未能晉級 |
| 2003年 | 未能晉級 | 未能晉級 | 未能晉級 | 未能晉級 | 未能晉級 | 未能晉級 | 未能晉級 | 未能晉級 | 未能晉級 |
| 2005年 | 未能晉級 | 未能晉級 | 未能晉級 | 未能晉級 | 未能晉級 | 未能晉級 | 未能晉級 | 未能晉級 | 未能晉級 |
| 2009年 | 未能晉級 | 未能晉級 | 未能晉級 | 未能晉級 | 未能晉級 | 未能晉級 | 未能晉級 | 未能晉級 | 未能晉級 |
| 2013年 | 未能晉級 | 未能晉級 | 未能晉級 | 未能晉級 | 未能晉級 | 未能晉級 | 未能晉級 | 未能晉級 | 未能晉級 |
| 2017年 | 季軍     | 5        | 3        | 2        | 0        | 9        | 3        |          |          |
| 總結   | 1/10     | 5        | 3        | 2        | 0        | 9        | 3        |          |          |

## 近賽成績

### 2024年歐洲足球錦標賽外圍賽
| 排名 | 隊伍       | 賽 | 勝 | 和 | 負 | 得 | 失 | 差  | 分 | 獲得資格               |  |     |     |     |     |     |     |
| ---- | ---------- | -- | -- | -- | -- | -- | -- | --- | -- | ---------------------- |  | --- | --- | --- | --- | --- | --- |
| 1    | 葡萄牙     | 10 | 10 | 0  | 0  | 36 | 2  | +34 | 30 | 晉級決賽周賽事         |  | —   | 3–2 | 9–0 | 2–0 | 3–0 | 4–0 |
| 2    | 斯洛伐克   | 10 | 7  | 1  | 2  | 17 | 8  | +9  | 22 | 晉級決賽周賽事         |  | 0–1 | —   | 0–0 | 4–2 | 2–0 | 3–0 |
| 3    | 盧森堡     | 10 | 5  | 2  | 3  | 13 | 19 | −6  | 17 | 通過國家聯賽晉身附加賽 |  | 0–6 | 0–1 | —   | 3–1 | 4–1 | 2–0 |
| 4    | 冰島       | 10 | 3  | 1  | 6  | 17 | 16 | +1  | 10 | 通過國家聯賽晉身附加賽 |  | 0–1 | 1–2 | 1–1 | —   | 1–0 | 4–0 |
| 5    |            | 10 | 3  | 0  | 7  | 9  | 20 | −11 | 9  | 通過國家聯賽晉身附加賽 |  | 0–5 | 1–2 | 0–2 | 3–0 | —   | 2–1 |
| 6    | 列支敦斯登 | 10 | 0  | 0  | 10 | 1  | 28 | −27 | 0  |                        |  | 0–2 | 0–1 | 0–1 | 0–7 | 0–2 | —   |

## 球員名單

### 入選球員名單
- 以下是2025年歐洲國家聯賽決賽周27人正選名單
- 名單更新日期：2025年6月4日

| 號碼 | 位置 | 球員姓名                             | 出生日期（年齡） | 出賽 | 入球 | 效力球會     |
| ---- | ---- | ------------------------------------ | ---------------- | ---- | ---- | ------------ |
| 1    |      | （Diogo Costa）                      | 1999年9月19日    | 35   | 0    | 葡萄牙       |
| 12   |      | （José Sá）                          | 1993年1月17日    | 3    | 0    | 狼隊         |
| 22   |      | 魯爾·施華（Rui Silva）               | 1994年2月7日     | 1    | 0    | 士砵亭       |
|      |      |                                      |                  |      |      |              |
| 2    | 后卫 | （Nélson Semedo）                    | 1993年11月16日   | 43   | 0    | 狼隊         |
| 3    | 后卫 | （Rúben Dias）                       | 1997年5月14日    | 67   | 3    | 曼城         |
| 4    | 后卫 | 安東尼奧·（António Silva）           | 2003年10月30日   | 17   | 0    | 賓菲加       |
| 5    | 后卫 | （Diogo Dalot）                      | 1999年3月18日    | 29   | 3    | 曼聯         |
| 13   | 后卫 | 連拿度·域加（Renato Veiga）          | 2003年7月29日    | 4    | 0    | 車路士       |
| 14   | 后卫 | （Gonçalo Inácio）                   | 2001年8月25日    | 15   | 2    | 葡萄牙       |
| 25   | 后卫 | （Nuno Mendes）                      | 2002年6月19日    | 36   | 0    | 巴黎聖日耳曼 |
| 27   | 后卫 | 紐奴·泰華利斯（Nuno Tavares）        | 2000年1月26日    | 1    | 0    | 拉素         |
|      |      |                                      |                  |      |      |              |
| 6    | 中場 | （João Palhinha）                    | 1995年7月9日     | 34   | 2    | 拜仁慕尼黑   |
| 8    | 中場 | （Bruno Fernandes）                  | 1994年9月8日     | 79   | 25   | 曼聯         |
| 10   | 中場 | （Bernardo Silva）                   | 1994年8月10日    | 101  | 13   | 曼城         |
| 15   | 中場 | （João Neves）                       | 2004年9月27日    | 15   | 0    | 巴黎聖日耳曼 |
| 18   | 中場 | （Rúben Neves）                      | 1997年3月13日    | 57   | 0    | 希拉爾       |
| 19   | 中場 | 柏度·干卡維斯（Pedro Gonçalves）     | 1998年6月28日    | 3    | 0    | 葡萄牙       |
| 23   | 中場 | （Vitinha）                          | 2000年2月13日    | 28   | 0    | 巴黎聖日耳曼 |
|      |      |                                      |                  |      |      |              |
| 7    | 前鋒 | （Cristiano Ronaldo）                | 1985年2月5日     | 220  | 137  | 艾納斯       |
| 9    | 前鋒 | （Gonçalo Ramos）                    | 2001年6月20日    | 15   | 9    | 巴黎聖日耳曼 |
| 11   | 前鋒 | （João Félix）                       | 1999年11月10日   | 45   | 9    | 車路士       |
| 16   | 前鋒 | 法蘭斯高·查卡奧（Francisco Trincão） | 1999年12月29日   | 11   | 2    | 葡萄牙       |
| 17   | 前鋒 | 拉斐尔·萊奧（Rafael Leão）               | 1999年6月10日    | 39   | 5    | AC米兰       |
| 20   | 前鋒 | （Pedro Neto）                       | 2000年3月9日     | 16   | 2    | 車路士       |
| 21   | 前鋒 | （Diogo Jota）                       | 1996年12月4日    | 48   | 14   | 利物浦       |
| 24   | 前鋒 | 洛迪高·摩拉（Rodrigo Mora）          | 2007年5月5日     | 0    | 0    | 波圖         |
| 26   | 前鋒 | （Francisco Conceição）              | 2002年12月14日   | 10   | 2    | 祖雲達斯     |

### 近年入選球員名單
| 號碼 | 位置 | 球員姓名                             | 出生日期（年齡） | 出賽 | 入球 | 效力球會   |
| ---- | ---- | ------------------------------------ | ---------------- | ---- | ---- | ---------- |
|      |      | （Samuel Soares）                    | 2002年6月15日    | 0    | 0    | 本菲卡     |
|      |      |                                      |                  |      |      |            |
|      | 后卫 | （João Mário）                       | 2000年1月3日     | 3    | 0    | 葡萄牙     |
|      | 后卫 | （Toti Gomes）                       | 1999年1月16日    | 2    | 0    | 狼隊       |
|      | 后卫 | （Diogo Leite）                      | 1999年1月23日    | 0    | 0    | 柏林联     |
|      | 后卫 | 拉斐爾·古埃雷羅（Raphaël Guerreiro） | 1993年12月22日   | 65   | 4    | 拜仁慕尼黑 |
|      |      |                                      |                  |      |      |            |
|      | 中場 | 奧塔維奧（Otávio）                   | 1995年2月9日     | 20   | 3    | 艾納斯     |
|      | 中場 | （Renato Sanches）                   | 1997年8月18日    | 32   | 3    | 羅馬       |
|      |      |                                      |                  |      |      |            |
|      | 前鋒 | 布鲁马（Bruma）                      | 1994年10月24日   | 12   | 2    | 布拉加     |
|      | 前鋒 | 若達·席爾瓦（Jota Silva）            | 1999年8月1日     | 2    | 0    | 甘馬雷斯   |
|      | 前鋒 | 丹尼·莫塔（Dany Mota）               | 1998年5月2日     | 0    | 0    | 蒙扎       |
|      | 前鋒 | 里卡多·奥爾塔（Ricardo Horta）       | 1994年9月15日    | 12   | 4    | 布拉加     |

## 球員記錄

### 出場次數排名

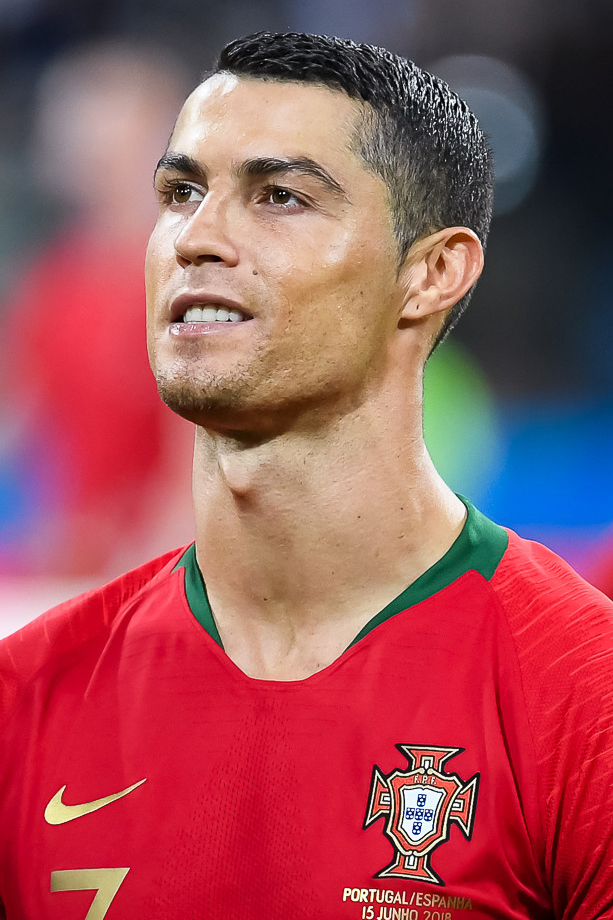
克里斯蒂亚诺·罗纳尔多是葡萄牙出場次數最多的球員，也是最佳射手。

最後更新：2025年6月4日
球員姓名顯示 粗體 表示該球員仍在葡萄牙國家隊。
| 排名 | 球員            | 次數 | 首次出場       | 最後出場      |
| ---- | --------------- | ---- | -------------- | ------------- |
| 1    | 基斯坦奴·朗拿度 | 220  | 2003年8月20日  | 2025年6月4日  |
| 2    | 若昂·穆蒂尼奥   | 146  | 2005年8月17日  | 2022年6月9日  |
| 3    | 佩佩            | 141  | 2007年11月21日 | 2024年7月5日  |
| 4    | 路易斯·菲戈     | 127  | 1991年10月12日 | 2006年7月8日  |
| 5    | 蘭尼            | 112  | 2006年9月1日   | 2017年7月2日  |
| 6    | 費爾南多·科托   | 110  | 1990年12月19日 | 2004年6月30日 |
| 7    |                 | 108  | 2010年11月17日 | 2024年3月21日 |
| 8    | 賓拿度·施華     | 101  | 2015年3月31日  | 2025年6月4日  |
| 9    | 布鲁诺·阿尔维斯 | 96   | 2007年6月5日   | 2018年6月7日  |
| 10   | 鲁伊·科斯塔     | 94   | 1993年3月31日  | 2004年7月4日  |

### 神射手排名
最後更新：2025年6月4日
球員姓名顯示 粗體 表示該球員仍未退役。
| 排名 | 球員          | 進球數 | 出場 | 平均 | 首次出場       | 最後出場       |
| ---- | ------------- | ------ | ---- | ---- | -------------- | -------------- |
| 1    | （列表）      | 137    | 220  | 0.62 | 2003年8月20日  | 2025年6月4日   |
| 2    | 保莱塔        | 47     | 88   | 0.53 | 1997年8月20日  | 2006年7月8日   |
| 3    | 尤西比奧      | 41     | 64   | 0.64 | 1961年10月8日  | 1973年10月13日 |
| 4    | 路易斯·菲戈   | 32     | 127  | 0.25 | 1991年10月12日 | 2006年7月8日   |
| 5    | 努諾·高梅斯   | 29     | 79   | 0.37 | 1996年1月24日  | 2011年10月11日 |
| 6    | 波斯蒂加      | 27     | 71   | 0.38 | 2003年6月13日  | 2014年11月14日 |
| 7    | 鲁伊·科斯塔   | 26     | 94   | 0.28 | 1993年3月31日  | 2004年7月4日   |
| 8    | 般奴·費南迪斯 | 25     | 79   | 0.31 | 2017年11月10日 | 2025年6月4日   |
| 9    | 蘭尼          | 24     | 112  | 0.21 | 2006年9月1日   | 2017年7月2日   |
| 10   | 若奧·平托     | 23     | 81   | 0.28 | 1991年10月12日 | 2002年6月14日  |

## 著名球員
| - 尤西比奧（Eusébio） - 保羅·富特雷（Paulo Futre） - （Luís Figo） - 列卡度·彭利拿（Ricardo Pereira） - 保羅·費拉拿（Paulo Ferreira） - 若奧·平托（João Vieira Pinto） - 卡華路（Ricardo Carvalho） - 若奧·坎塞洛（Joao Cancelo） |  | - 摩天奴（João Moutinho） - 迪高（Deco） - （Cristiano Ronaldo） - （Nuno Gomes） - 保萊塔（Pauleta） - （Tiago） - 比比（Pepe） - 魯本·迪亞斯（Ruben Dias） |  | - （Rui Patrício） - 賓拿度·施華（Bernardo Silva） - 布鲁诺·费尔南德斯（Bruno Fernandes） - 威廉·卡維奴（William Carvalho） - 蘭尼（Nani） - 布鲁诺·阿尔维斯（Bruno Alves） - 鲁伊·科斯塔（Rui Costa） - 迪奧高·祖達（Diogo Jota） |

## 歷屆球衣
| 1966 主場 | 1966 客場 | 1984 主場 | 1986 主場 | 1986 客場 | 1996 主場 | 1996 客場 |  |

| 1998 主場 | 1998 客場 | 2000 主場 | 2000 客場 | 2002 主場 | 2002 客場 | 2004 主場 |  |

| 2004 客場 | 2006 主場 | 2006 客場 | 2008 主場 | 2008 客場 | 2010 主場 | 2010 客場 |  |

| 2012 主場 | 2012 客場 | 2013 客場 | 2014 主場 | 2014 客場 | 2015 客場 | 2016 主場 |  |

| 2016 客場 |

## 歷任教練（1957年後）
| 姓名                                               | 任期                                | 比賽 | 勝 | 和 | 負 | 榮譽                                                                |
| -------------------------------------------------- | ----------------------------------- | ---- | -- | -- | -- | ------------------------------------------------------------------- |
| 荷塞·馬利亞·安杜內斯 (José Maria Antunes)          | 1957-1960年 1962-1964年 1968-1969年 | 31   | 9  | 4  | 18 |                                                                     |
| 阿爾曼多·費雷拉 (Armando Ferreira)                 | 1961年 1962年                       | 6    | 1  | 1  | 4  |                                                                     |
| 費爾南多·佩羅蒂奧 (Fernando Peyroteo)              | 1961年                              | 2    | 0  | 0  | 2  |                                                                     |
| 荷塞·馬利亞·安杜內斯 (José Maria Antunes) (第二次) | 1962-1964年                         |      |    |    |    |                                                                     |
| 奧托·格羅利亞 (Otto Glória) (第一次)               | 1964-1966年 1982-1983年             | 7    | 3  | 1  | 3  | 1966年世界盃季軍                                                    |
| José Gomes da Silva (第一次)                       | 1967年 1970-1971年                  | 13   | 5  | 4  | 4  |                                                                     |
| 荷塞·馬利亞·安杜內斯 (José Maria Antunes) (第三次) | 1968-1969年                         |      |    |    |    |                                                                     |
| José Gomes da Silva (第二次)                       | 1970-1971年                         |      |    |    |    |                                                                     |
| 荷塞·奧古斯托 (José Augusto)                       | 1972-1973年                         | 15   | 9  | 4  | 2  |                                                                     |
| 荷塞·馬利亞·佩德羅托 (José Maria Pedroto)          | 1974-1976年                         | 15   | 6  | 4  | 5  |                                                                     |
| 祖卡 (Júlio Pereira) (第一次)                      | 1977-1978年 1980-1982年 1987-1989年 | 34   | 15 | 7  | 12 |                                                                     |
| 馬里奧·威爾森 (Mário Wilson)                       | 1978-1980年                         | 10   | 5  | 2  | 3  |                                                                     |
| 祖卡 (Júlio Pereira) (第二次)                      | 1980-1982年                         |      |    |    |    |                                                                     |
| 奧托·格羅利亞 (Otto Glória) (第二次)               | 1982-1983年                         |      |    |    |    |                                                                     |
| 費爾南多·卡布里塔 (Fernando Cabrita)               | 1983-1984年                         | 9    | 5  | 2  | 2  |                                                                     |
| 荷塞·奧古斯托·托雷斯 (José Torres)                 | 1984-1986年                         | 17   | 8  | 1  | 8  |                                                                     |
| 魯·塞亞布拉 (Ruy Seabra)                           | 1986-1987年                         | 6    | 1  | 4  | 1  |                                                                     |
| 祖卡 (Júlio Pereira) (第三次)                      | 1987-1989年                         |      |    |    |    |                                                                     |
| 亞瑟·豪爾赫 (Artur Jorge) (第一次)                 | 1990-1991年 1996-1997年             | 26   | 11 | 10 | 5  |                                                                     |
| 卡洛斯·奎羅斯(Carlos Queiroz) (第一次)             | 1991-1993年 2008-2010年             | 50   | 25 | 17 | 8  |                                                                     |
| 內羅·文加達(Nelo Vingada)                          | 1994年                              | 2    | 0  | 2  | 0  |                                                                     |
| 安東尼奧·奧利維拉(António Oliveira) (第一次)       | 1994-1996年 2000-2002年             | 43   | 25 | 10 | 8  |                                                                     |
| 亞瑟·豪爾赫(Artur Jorge) (第二次)                  | 1996-1997年                         |      |    |    |    |                                                                     |
| 胡姆貝托·科埃略 (Humberto Coelho)                  | 1997-2000年                         | 24   | 16 | 4  | 4  |                                                                     |
| 安東尼奧·奧利維拉 (António Oliveira) (第二次)      | 2000-2002年                         |      |    |    |    |                                                                     |
| 阿古斯汀尼奧·奧利華拉(Agostinho Oliveira)          | 2002-2003年                         | 7    | 2  | 3  | 2  |                                                                     |
| (Luis Felipe Scolari)                              | 2003-2008年                         | 74   | 42 | 18 | 14 | 2004年歐洲國家盃亞軍 2006年世界盃殿軍                               |
| 卡洛斯·奎羅斯(Carlos Queiroz) (第二次)             | 2008-2010年                         |      |    |    |    |                                                                     |
| 保羅·賓圖(Paulo Bento)                             | 2010-2014年                         | 47   | 26 | 12 | 9  |                                                                     |
| 费尔南多·桑托斯(Fernando Santos)                   | 2014-2022年                         | 109  | 67 | 23 | 19 | 2016年歐洲國家盃冠軍 2017年洲際國家盃季軍 2018–19年歐洲國家聯賽冠軍 |
| 罗伯托·马丁内斯                                    | 2023年-                             | 26   | 20 | 2  | 4  | 2024–25年歐洲國家聯賽冠軍                                           |

## 外部連結
- 葡萄牙足球联盟官方網站 （页面存档备份，存于）
- 葡萄牙國家足球隊的Instagram帳戶

| 前任： 2012年西班牙 | 歐洲國家盃冠軍 2016年（第一次奪冠） | 繼任： 2020年意大利 |